# Castelnovate
Castelnovate è l'unica frazione di Vizzola Ticino in provincia di Varese. È posta in posizione defilata fra le anse del Ticino. Fu comune autonomo fino al 1869.

## Storia
Castelnovate è stato un antico comune del Seprio. In epoca romana da Castelnovate passava la via Novaria-Comum, strada romana che metteva in comunicazione i municipia di Novaria (Novara) e Comum (Como) passando per Sibrium (Castel Seprio).
In diverse fasi di scavo sono stati ritrovati sul territorio numerosi reperti archeologici risalenti a varie epoche, alcuni databili X secolo a.C. fanno ipotizzare la presenza di un insediamento protoceltico e celtico della Cultura di Golasecca, mentre altri ancora attestano con sicurezza la presenza romana. Gran parte delle sepolture rinvenute sono databili al tardo periodo della Cultura di La Tène (II e I secolo a.C.). Relativa all'epoca romana, è inoltre stata accertata l'esistenza di una zecca longobarda denominata "Flavia Novate" come testimoniato dai denari d'oro coniati da re Desiderio e ritrovati poi a Mezzomerico.
La località è citata negli statuti delle strade e delle acque del contado Milanese, nonché tra quelle che contribuivano alla manutenzione della strada di San Pietro all'Olmo (1346), e faceva parte della pieve di Somma (1558 e successivi aggiornamenti dei secoli XVII e XVIII, Estimo di Carlo V, Ducato di Milano, cartelle 45-46, parte I). Era parte anche del feudo di Somma spettante alla consorteria dei Visconti, discendenti da Uberto, fratello di Matteo I Visconti, il Magno, signore di Milano, ex immemorabile possessione. Nel 1769 il feudo di Somma con le dipendenze spettava ai Visconti di Modrone, conti di Lonate Pozzolo (per 2/12), ai Simonetta Castelbarco Visconti, marchesi di Cislago, conti di Gallarate e Grandi di Spagna di prima classe, quali successori degli estinti Visconti di Cislago (per 2/12), ai Cusani, marchesi di Chignolo, per eredità di un altro ramo dei Visconti (per 2/12), ai Visconti di San Vito, marchesi di San Vito (per 3/12). I rimanenti 3/12 erano soggetti ad una disputa ereditaria. Castel Novate contava in quell'anno 13 fuochi e ad esso era soggetto il tributo del transito sul Ticino .
La comunità risultava tra le terre censite che pagavano il censo del sale (1634). Nel 1786 Castelnovate entrò per un quinquennio a far parte dapprima della Provincia di Gallarate (1786-87) poi di quella di Varese (1787-91). Sotto il governo cisalpino, il comune di Castel Novate venne inserito nel distretto di Somma (1798), poi in quello di Gallarate, Dipartimento d'Olona. Alla proclamazione del Regno d'Italia nel 1805 risultava un Comune di Terza classe, inserito nel Cantone V di Somma, Distretto IV di Gallarate, Dipartimento d'Olona (decreto 8 giugno 1805) e contava ancora solamente 95 abitanti, confermando la sua natura di piccolo borgo boschivo.. Con l'aggregazione dei comuni del Dipartimento d'Olona (decreto 4 novembre 1809), i 105 abitanti di Castel Novate furono aggregati prima al comune di Vizzola, Cantone V di Somma, Distretto IV di Gallarate, poi a quello di Somma (Cantone IV, Distretto IV di Gallarate, decreto 8 novembre 1811).. Castel Novate riottenne poi l'autonomia comunale nel Regno Lombardo-Veneto (notificazione 12 febbraio 1816). L'abitato risultò avere 187 anime nel 1853, salite poi a 213 nel 1861. La soppressione dell'autonomia comunale giunse infine nel 1869 con decreto di Vittorio Emanuele II, con cui Castel Novate fu unito al comune di Vizzola che assunse l'attuale denominazione di Vizzola Ticino (R.D. 28 febbraio 1869, n. 4947), e ne costituisce oggi la frazione più popolosa.

## Monumenti e luoghi d'interesse

### Architetture religiose

#### Chiesa di Santo Stefano
La chiesa di Santo Stefano venne eretta nella frazione di Castelnovate nel 1961 per sopperire alle esigenze degli abitanti della frazione, demolendo una precedente chiesa ampliata nel 1674, dotata di un campanile e di un proprio cimitero. Lungo le pareti esterne della chiesa erano posizionate due lapidi di epoca celtico-romana, ritrovate nei pressi dei ruderi del castello locale. Queste sono ora conservate nell'atrio del nuovo edificio municipale di Vizzola Ticino.

### Architetture civili

#### Castello
Il castello di Castelnovate (noto anche come Castelàsc in dialetto lombardo occidentale) è di probabile origine alto medievale, forse innalzato sui resti di un tardoantico castrum romano. La denominazione del borgo stesso come "Castelnovate" lascia intravedere le due parole castrum e novum ovvero castello nuovo, quindi edificato sopra un preesistente edificio.
I pochi resti oggi visibili, posti tra il paese ed il Ticino, sono suggestivamente invasi dalla vegetazione e danno solo parzialmente l'idea della struttura nel suo complesso che fiorì tra il XII ed il XIII secolo quando Castelnovate, insieme a Pombia, era uno dei più importanti punti di guado esistenti sulla strada Como-Novara, in posizione dominante sopra una stretta ansa del Ticino. Il castello era all'epoca di proprietà dei conti Tabusi che lo avevano eretto su una struttura del V-VI secolo. Già dalla fine del Trecento, ad ogni modo, per cause ad oggi sconosciute, il castello e l'intera località di Castelnovate erano entrate in decadenza.
La struttura, le cui mura sono realizzate a spina di pesce, è costituita da ciottoli di fiume; la pianta è quadrangolare, con due robusti torrioni.
Nonostante la mancanza di veri e propri studi archeologici, se ne sono occupati in modo sostanziale soltanto pochi studiosi,  Mario Bertolone, fra il 1930 e il 1934 , che impostò una indagine superficiale sulle emergenze archeologiche della zona e propose una lettura di alcuni elementi storiografici, quindi, nel 1991, ben un sessantennio dopo, Marco Balbi , con un'opera più completa, riordinando in modo sistematico quanto disponibile e aggiungendo osservazioni sul campo e nuove ipotesi di studio, e, infine, più recentemente, Marina De Marchi (2011)  e Matteo Colaone .